# Rutland, Vermont (kommun)
Rutland, formellt Town of Rutland, är en kommun (town) i Rutland County i delstaten Vermont i USA. Town of Rutland omger helt den separata kommunen City of Rutland. Vid folkräkningen år 2000 bodde 4 038 personer på orten. 